# Cinchona antioquiae
Cinchona antioquiae är en måreväxtart som beskrevs av Bengt Lennart Andersson. Cinchona antioquiae ingår i släktet Cinchona och familjen måreväxter. Inga underarter finns listade i Catalogue of Life.